# Yltiä
Yltiä är en sjö i kommunen Keuru i landskapet Mellersta Finland i Finland. Sjön ligger 158,9 meter över havet. Arean är 3,59 kvadratkilometer och strandlinjen är 22 kilometer lång. Sjön  ingår i Kumo älvs huvudavrinningsområde.   Den ligger omkring 72 kilometer väster om Jyväskylä och omkring 230 kilometer norr om Helsingfors. 
I sjön finns öarna Mustikkasaari och Pitkäsaari. Yltiä järnvägsstation ligger nära sjön. 